# Gibbium
Gibbium là một chi bọ cánh cứng present on all continents except Châu Nam Cực.

## Các loài
- Gibbium aequinoctiale
- Gibbium psylloides (Czenpinski,1778